# SIVOP
SIVOP (Société ivoirienne de parfumerie) est une entreprise ivoirienne dont la maison mère est implantée en Côte d'Ivoire, et l’un des principaux acteurs sur le marché de cosmétique et parfumerie dans la sous‑région ouest‑africaine[réf. souhaitée].

## Historique et implantation

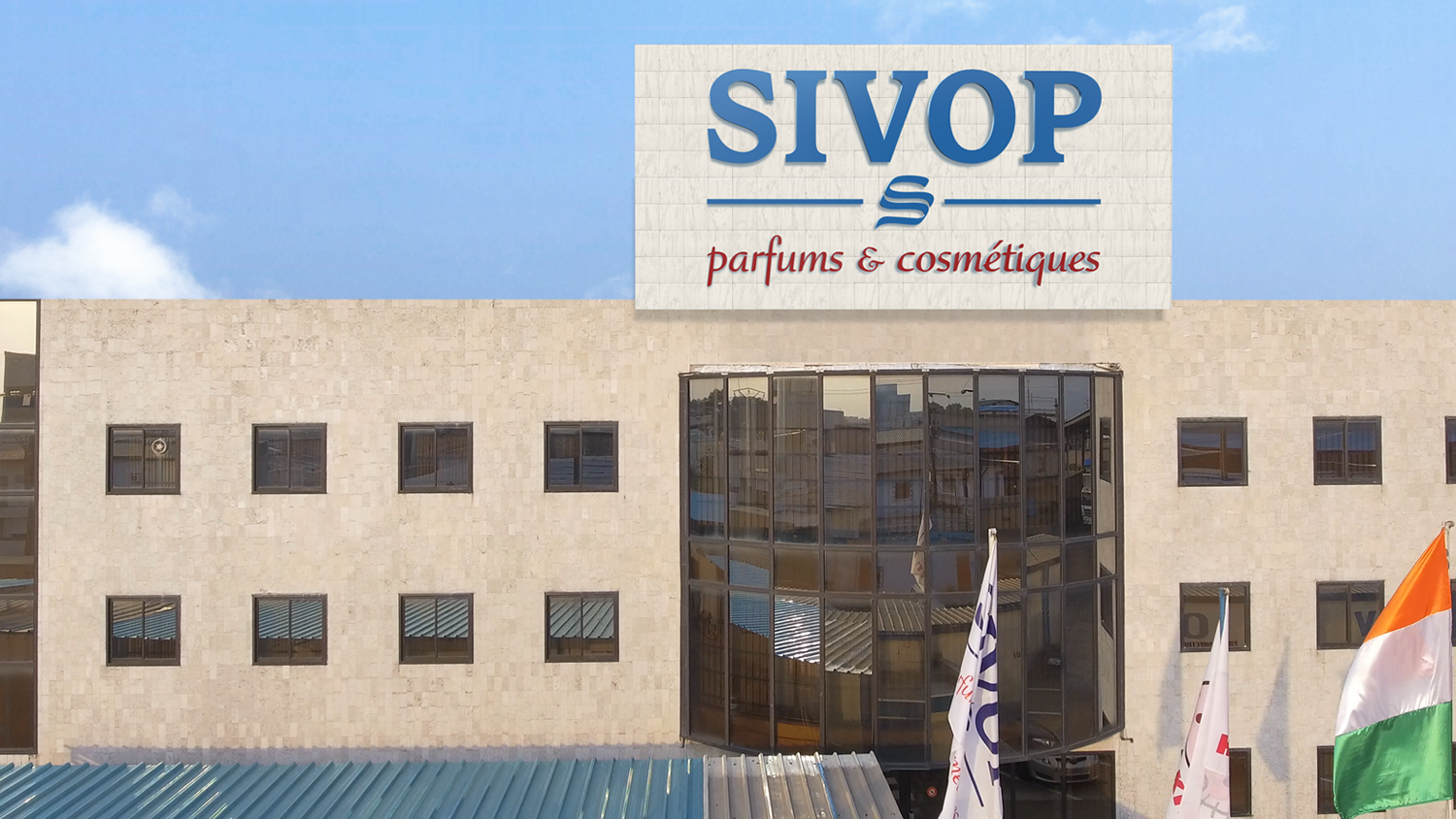
Sivop Côte d'Ivoire

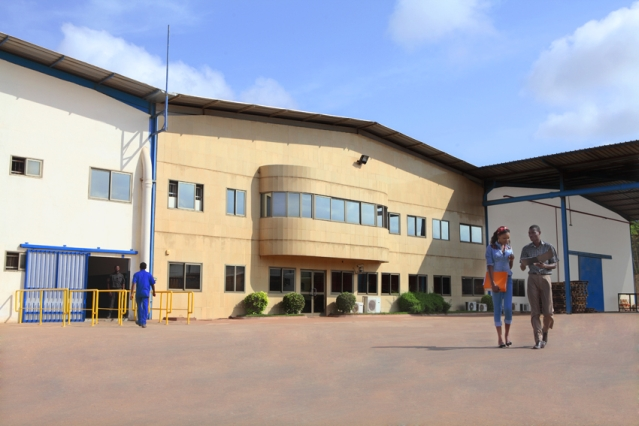
Sivop Togo

SIVOP est présente en Afrique à travers plusieurs filiales (usines) notamment en Côte d'Ivoire, au Togo, au Sénégal et en République démocratique du Congo. Elle a été créée en 1985 et fait partie des principales entreprises ivoiriennes. Sur le marché de la parfumerie et de la cosmétique, l'entreprise a réalisé un chiffre d'affaires de  un milliard deux cent cinquante millions de francs CFA en 2015. La concurrence vient de multinationales à l'exemple de  L’Oréal, et de Procter & Gamble ainsi que d'autres entreprises locales comme la Nouvelle Parfumerie Gandour,. Sivop est associé pour certaines marques avec le groupe allemand Henkel, dont il importe les produits Fa et Vademecum, ainsi que le groupe japonais Sanrio pour les produits Hello Kitty. Elle défend ses positions commerciales notamment grâce à son réseau de distribution.
Le groupe compte aujourd'hui une dizaine de marques sur le marché cosmétique comme Sivoderm, Aloe Vera, Bioskin, Vital, Vitalys…

## Sponsoring et mécénat
- 2015 : lutte contre la pneumonie infantile : 600 enfants soignés gratuitement à Abobo par l'ONG AGIS[7] ;
- 2014 : lutte contre la fièvre Ebola : la Chambre libanaise offre 25 000 pièces de produits désinfectants[8].

## Produits
Les produits SIVOP sont regroupés en sept grandes catégories :
- soins du corps ;
- soins capillaires ;
- soins du bébé ;
- soins clarifiants ;
- soins bucco-dentaires ;
- parfums ;
- déodorants.